# WESA

Firmenlogo

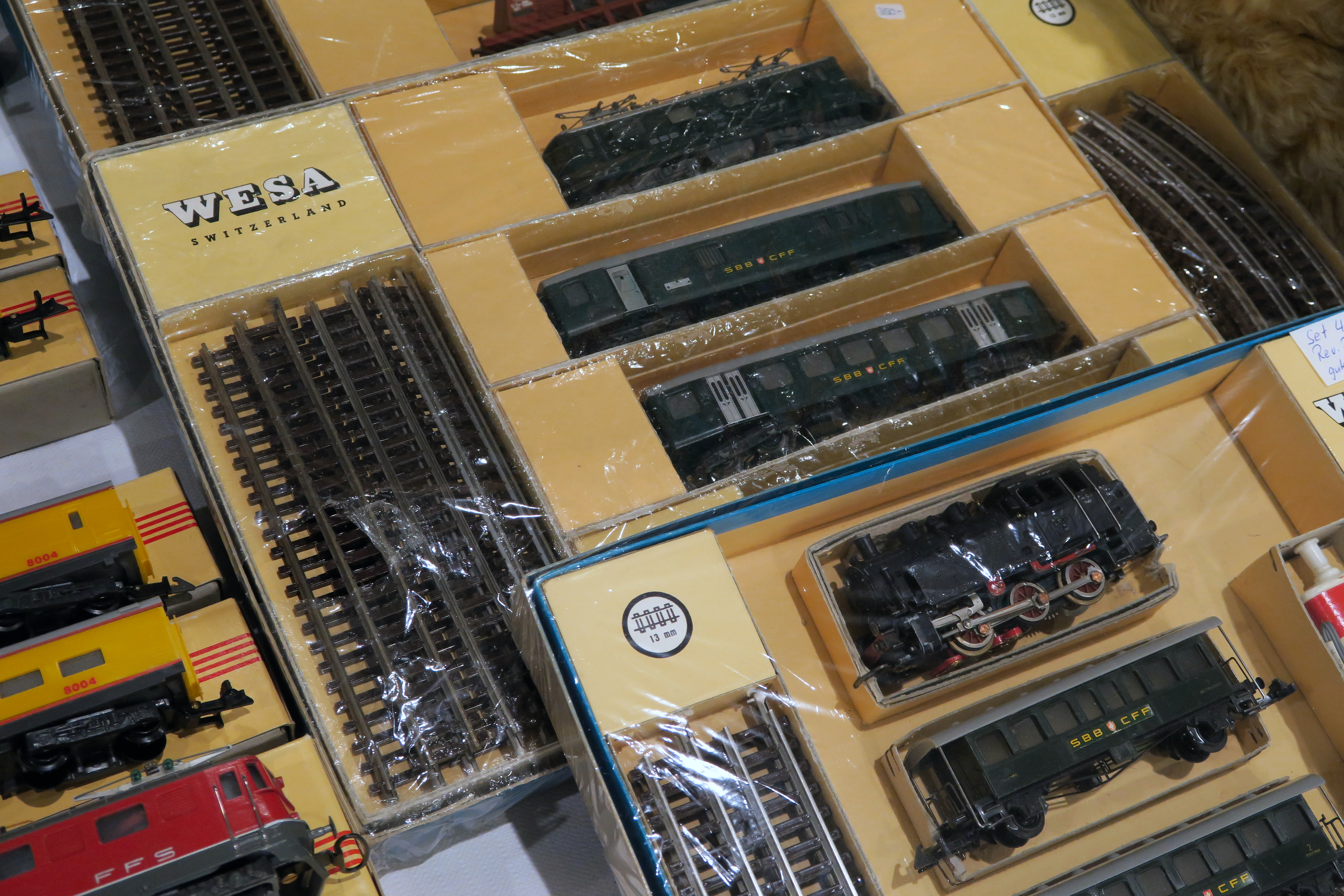
WESA Modelleisenbahn Fahrzeugmodelle in Originalverpackung, 2015

Die Firma WESA wurde 1945 in Inkwil als Aktiengesellschaft im schweizerischen Oberaargau im Kanton Bern gegründet und stellte zunächst Modelleisenbahnen mit einer Modell-Spurweite von 13 mm her. Die ersten Lokomotiven und Wagen hatten einen Massstab von ca. 1:110 und wurden mit Wechselstrom betrieben. Ab 1950 erfolgte dann die Umstellung auf einen Massstab 1:100 und Gleichstrom zur Steuerung der Modelleisenbahn. Bemerkenswert war für die damalige Zeit, dass die Produkte der WESA Modelleisenbahn bereits 1949 in über 70 Länder exportiert wurde. 
Die Produktion und der Vertrieb der Modelleisenbahnen dauerten bis 1966. Mitte der 1960er Jahre verlor sich, aufgrund der gerade neu eingeführten Nenngrösse N mit deren Spur N, langsam das Interesse vieler Modellbahner, was zur Einstellung der Produktion führte. Ab diesem Jahr begann man bei WESA mit der Produktion von kleinen präzisen Teilen für die Elektro-, Uhren- und Apparate-Industrie. Heute entwickelt und produziert die Firma WESA Kunststoff-Spritzteile aller Art. Ab 1966 wurde die Produktion von WESA Modelleisenbahn-Modellen durch engagierte Kleinunternehmer mit den Originalwerkzeugen weiterhin aufrechterhalten. 